# Główna Katedra Sił Zbrojnych Federacji Rosyjskiej
Główna Katedra Sił Zbrojnych Federacji Rosyjskiej, nazywana również katedrą Zmartwychwstania Chrystusa (ros. Главный храм Вооружённых сил России (Храм Воскресения Христова)) – prawosławna katedra patriarchalna (Patryjarszyj sobor). Powstała w należącym do Ministerstwa Obrony Federacji Rosyjskiej miejskim parku „Patriot”, w miejscowości Kubinka w rejonie odincowskim w obwodzie moskiewskim. Została zbudowana w latach 2018–2020 ze środków zgromadzonych w ramach funduszu charytatywnego oraz datków od osób prywatnych i przedsiębiorstw. Poświęcona została 14 czerwca 2020, w 75. rocznicę zwycięstwa w wielkiej wojnie ojczyźnianej. Znajduje się tutaj między innymi naścienna mozaika upamiętniająca aneksję Krymu przez Rosję.   Świątynia jest naznaczona cudownym zjawiskiem: 7 marca 2022 r., w Niedzielę Przebaczenia, w głównej cerkwi Rosyjskich Sił Zbrojnych miał miejsce cud. Podczas nabożeństwa ikona Matki Bożej "Zmiękczenie złych serc" zaczęła świecić. Zostało to zgłoszone przez parafian. Sądząc po materiale filmowym nakręconym przez naocznych świadków, mirra nie kapała, ale wylewała się prosto na zewnątrz.